# Marianne Beth
Marianne Beth (6 de març de 1889, Viena-19 d'agost de 1984, Nova York) va ser una advocada i feminista austrojueva. El 1921 es va convertir en la primera dona austríaca a doctorar-se en dret.

## Life
Va néixer amb el nom de Marianne Weisl en una família burgesa vienesa. El seu pare era advocat. El 1906 es va casar amb el teòleg berlinès Karl Beth i es va convertir del judaisme al protestantisme.
El 1908 decideix que vol estudiar dret, però no es permetia a les dones d'aquella època entrar a la Facultat de Dret de Viena. Així que primer va estudiar orientalisme; obtingué el doctorat sobre llengües orientals. El 1919 es van canviar les regles que li permeten inscriure's a la Facultat de Dret. El 1921 es va convertir en la primera doctora en dret a la Facultat jurídica de Viena. A partir de 1928 va treballar com a advocada.
Va escriure sovint sobre temes de dones i va ser autora d'un manual legal, El dret de les dones, de 1931. Va ser cofundadora de l'Organització Austríaca de Dones.
Quan l'Alemanya nazi es va annexar Àustria el 1938 (Anschluss), el seu nom va ser eliminat del registre d'advocats i Beth i el seu espòs van emigrar als Estats Units. De 1939 a 1942, va ensenyar sociologia al Reed College, a Portland, Oregon.